# Inorganic Syntheses
Inorganic Syntheses (abrégé en Inorg. Synth.) est une série de livres qui depuis 1939 vise à publier les procédures « détaillés et vérifiées » de synthèses de composés inorganiques. De la même façon existe la série Organic Syntheses, qui est elle en libre accès.
L'actuel directeur de publication est Herbert D. Kaesz (université de Californie à Los Angeles, États-Unis).

## Volumes
| Volume (année) | ISBN          | DOI                                         | Éditeur(s), affiliation(s)                                                                        |
| -------------- | ------------- | ------------------------------------------- | ------------------------------------------------------------------------------------------------- |
| v. 35 (2010)   | 9780471682554 | 10.1002/9780470651568                       | Thomas B. Rauchfuss, université de l'Illinois à Urbana-Champaign                                  |
| v. 34 (2004)   | 9780471647508 | 10.1002/0471653683                          | John R. Shapley, université de l'Illinois à Urbana-Champaign                                      |
| v. 33 (2002)   | 9780471208259 | 10.1002/0471224502                          | Dimitri Coucouvanis, université du Michigan                                                       |
| v. 32 (1998)   | 9780471249214 | 10.1002/9780470132630                       | Marcetta. Y. Darensbourg, Texas A&M University                                                    |
| v. 31 (1997)   | 9780471152880 | 10.1002/9780470132623                       | Alan H. Cowley, université du Texas à Austin                                                      |
| v. 30 (1995)   | 9780471305088 | 10.1002/9780470132616                       | Donald W. Murphy, AT&T Bell Laboratories Leonard V. Interrante, Institut polytechnique Rensselaer |
| v. 29 (1992)   | 9780471544708 | 10.1002/9780470132609                       | Russell N. Grimes, université de Virginie                                                         |
| v. 28 (1990)   | 9780471526193 | 10.1002/9780470132593                       | Robert J. Angelici, université d'État de l'Iowa                                                   |
| v. 27 (1990)   | 9780471509769 | 10.1002/9780470132586 10.1002/9780470132586 | Alvin P. Ginsberg, AT&T Bell Laboratories                                                         |
| v. 26 (1989)   | 9780471504856 | 10.1002/9780470132579                       | Herbert D. Kaesz, université de Californie à Los Angeles                                          |
| v. 25 (1989)   | 9780471618744 | 10.1002/9780470132562                       | Harry R. Allcock, université d'État de Pennsylvanie                                               |
| v. 24 (1986)   | 9780471834410 | 10.1002/9780470132555                       | Jean’ne M. Shreeve, université de l'Idaho                                                         |
| v. 23 (1985)   | 9780471818731 | 10.1002/9780470132548                       | Stanley Kirschner, université de Wayne State                                                      |
| v. 22 (1983)   | 9780471888871 | 10.1002/9780470132531                       | Smith L. Holt, Jr., université d'État de l'Oklahoma                                               |
| v. 21 (1982)   | 9780471865209 | 10.1002/9780470132524                       | John P. Fackler, Jr., université Case Western Reserve                                             |
| v. 20 (1980)   | 9780471077152 | 10.1002/9780470132517                       | Daryle H. Busch, université d'État de l'Ohio                                                      |
| v. 19 (1979)   | 9780471045427 | 10.1002/9780470132500                       | Duward F. Shriver, université Northwestern                                                        |
| v. 18 (1978)   | 9780471033936 | 10.1002/9780470132494                       | Bodie E. Douglas, université de Pittsburgh                                                        |
| v. 17 (1977)   | 9780470131794 | 10.1002/9780470132487 10.1002/9780470132487 | Alan G. MacDiarmid, université de Pennsylvanie                                                    |
| v. 16 (1976)   | 9780470131787 | 10.1002/9780470132470                       | Fred Basolo, Northwestern University                                                              |
| v. 15 (1974)   | 9780470131763 | 10.1002/9780470132463                       | George W. Parshall, E. I. du Pont de Nemours & Company                                            |
| v. 14 (1973)   | 9780470131749 | 10.1002/978047013245                        | Aaron Wold, université Brown John K. Ruff, université de Géorgie                                  |
| v. 13 (1972)   | 9780470131725 | 10.1002/9780470132449                       | Frank Albert Cotton, Massachusetts Institute of Technology                                        |
| v. 12 (1970)   | 9780470131718 | 10.1002/9780470132432                       | Robert W. Parry, université de l'Utah                                                             |
| v. 11 (1968)   | 9780470131701 | 10.1002/9780470132425                       | William L. Jolly, université de Californie à Berkeley                                             |
| v. 10 (1967)   | 9780470131695 | 10.1002/9780470132418                       | Earl L. Muetterties, E. I. du Pont de Nemours & Company                                           |
| v. 9 (1967)    | 9780470131688 | 10.1002/9780470132401                       | S. Young Tyree, Jr., Collège de William et Mary                                                   |
| v. 8 (1966)    | 9780470131671 | 10.1002/9780470132395                       | Henry F. Holtzclaw, Jr., université du Nebraska                                                   |
| v. 7 (1963)    | 9780470131664 | 10.1002/9780470132388                       | Jacob Kleinberg, université du Kansas                                                             |
| v. 6 (1960)    | 9780470131657 | 10.1002/9780470132371                       | Eugene G. Rochow, université Harvard                                                              |
| v. 5 (1957)    | 9780470131640 | 10.1002/9780470132364                       | Therald Moeller, université de l'Illinois à Urbana-Champaign                                      |
| v. 4 (1953)    | 9780470131633 | 10.1002/9780470132357                       | John C. Bailar, Jr., université de l'Illinois à Urbana-Champaign                                  |
| v. 3 (1950)    | 9780470131626 | 10.1002/9780470132340                       | Ludwig F. Audrieth, université de l'Illinois à Urbana-Champaign                                   |
| v. 2 (1946)    | 9780470131619 | 10.1002/9780470132333                       | W. Conard Fernelius, université de Syracuse                                                       |
| v. 1 (1939)    | 9780470131602 | 10.1002/9780470132326                       | Harold Simmons Booth, université Case Western Reserve                                             |